# Shinedown
Shinedown ist eine US-amerikanische Rockband aus Jacksonville, Florida. Die Musik der im Jahre 2001 gegründeten Band vereint Einflüsse aus Hard Rock, Grunge und Metal. Shinedown haben bislang sieben Studioalben veröffentlicht. Gemessen an den Gold- und Platin-Auszeichnungen hat die Band bislang mehr als 19,8 Millionen Tonträger verkauft. Shinedown erhielten zwei Nominierungen bei den Billboard Music Awards und eine bei den American Music Awards. Mit 16 Nummer-eins-Hits teilt sich die Band mit Three Days Grace den Rekord in den Billboard Mainstream Rock Songs.

## Geschichte

### 2001 bis 2005: Gründung undLeave a Whisper

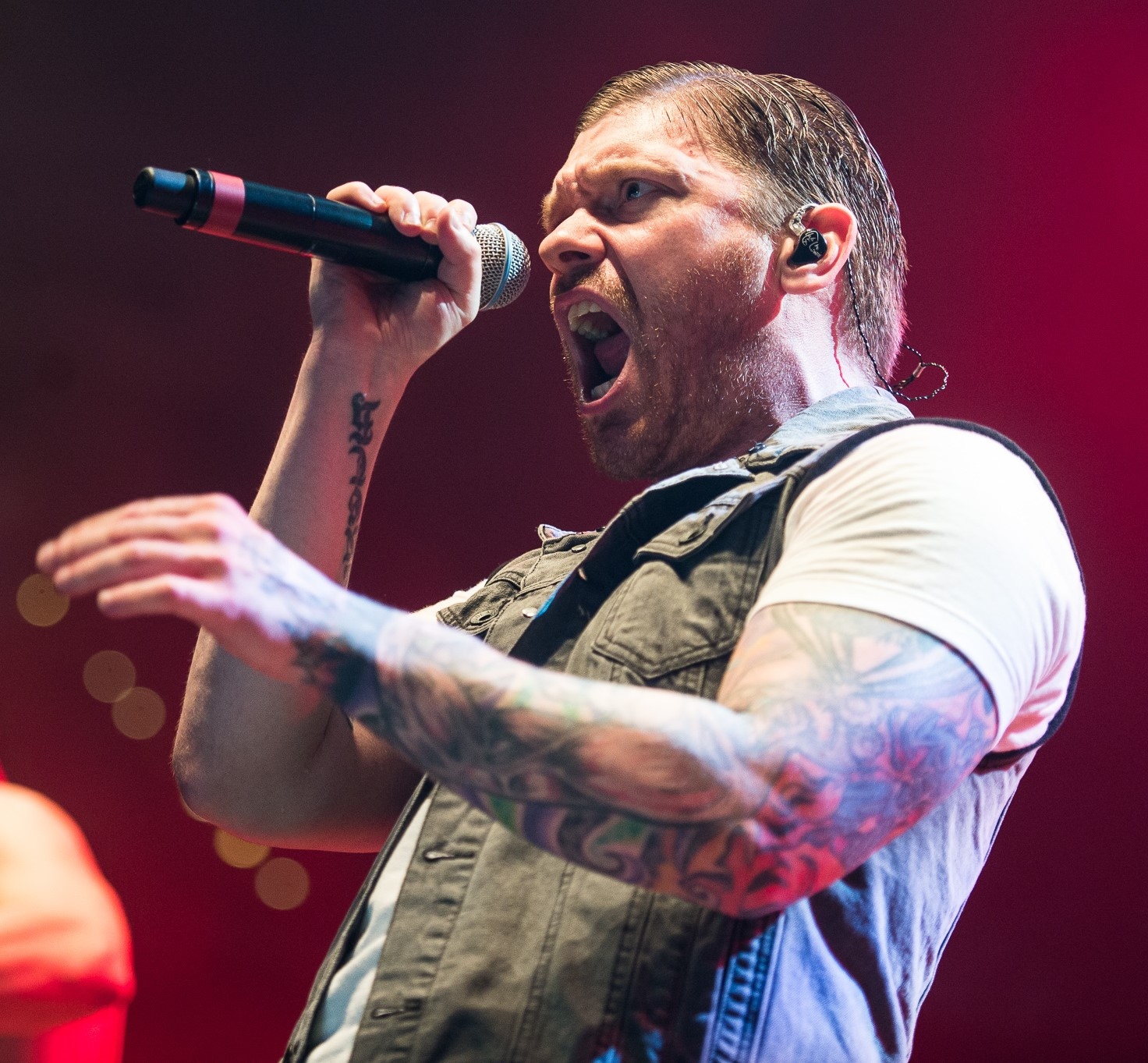
Sänger Brent Smith (2016)

Im Frühjahr 2001 erhielt der aus Knoxville stammende Sänger Brent Smith mit seiner damaligen Band einen Vorvertrag mit Atlantic Records. Nachdem sich Atlantic Records dazu entschloss, nur noch mit Smith weiterzuarbeiten, zog der Sänger nach Jacksonville um. Über einen Freund lernte Smith den Bassisten Brad Stewart kennen. Als Nächstes schloss sich der Gitarrist Jasin Todd der Band an. Nachdem das Trio mehrere Kandidaten für den Posten des Schlagzeugers getestet hatte, komplettierte Barry Kerch schließlich die Band. In Jacksonville und Orlando nahmen Shinedown schließlich mehrere Demos auf, bevor Atlantic grünes Licht für das Debütalbum gab.
Die Band reiste nach Los Angeles, um unter der Regie des Produzenten Bob Marlette das Album Leave a Whisper aufzunehmen. Marlette arbeitete zuvor bereits mit Künstlern wie Ozzy Osbourne, Black Sabbath und Saliva zusammen. Das Album erschien im Juli 2003, erreichte Platz 53 der US-amerikanischen Albumcharts und ist heute das meistverkaufte Werk der Band. Im Oktober 2005 wurde Leave a Whisper für mehr als eine Million verkaufte Einheiten in den USA mit Platin ausgezeichnet.
Bis zur Veröffentlichung des Debütalbums hatten Shinedown noch kein Konzert gespielt. In den folgenden zwei Jahren spielten Shinedown unzählige Konzerte als Vorgruppe von Van Halen, 3 Doors Down und Life of Agony. Zwischenzeitlich wurde Leave a Whisper neu veröffentlicht. Die neue Version beinhaltet beispielsweise eine Coverversion des Liedes Simple Man, im Original von Lynyrd Skynyrd. Das Musikvideo für die Single 45 wurde von MTV boykottiert. Im August 2005 brachte die Band die DVD Live from the Inside heraus. Hierfür wurde ein Konzert in Myrtle Beach, South Carolina mitgeschnitten.

### 2006 bis 2010:Us and ThemundThe Sound of Madness

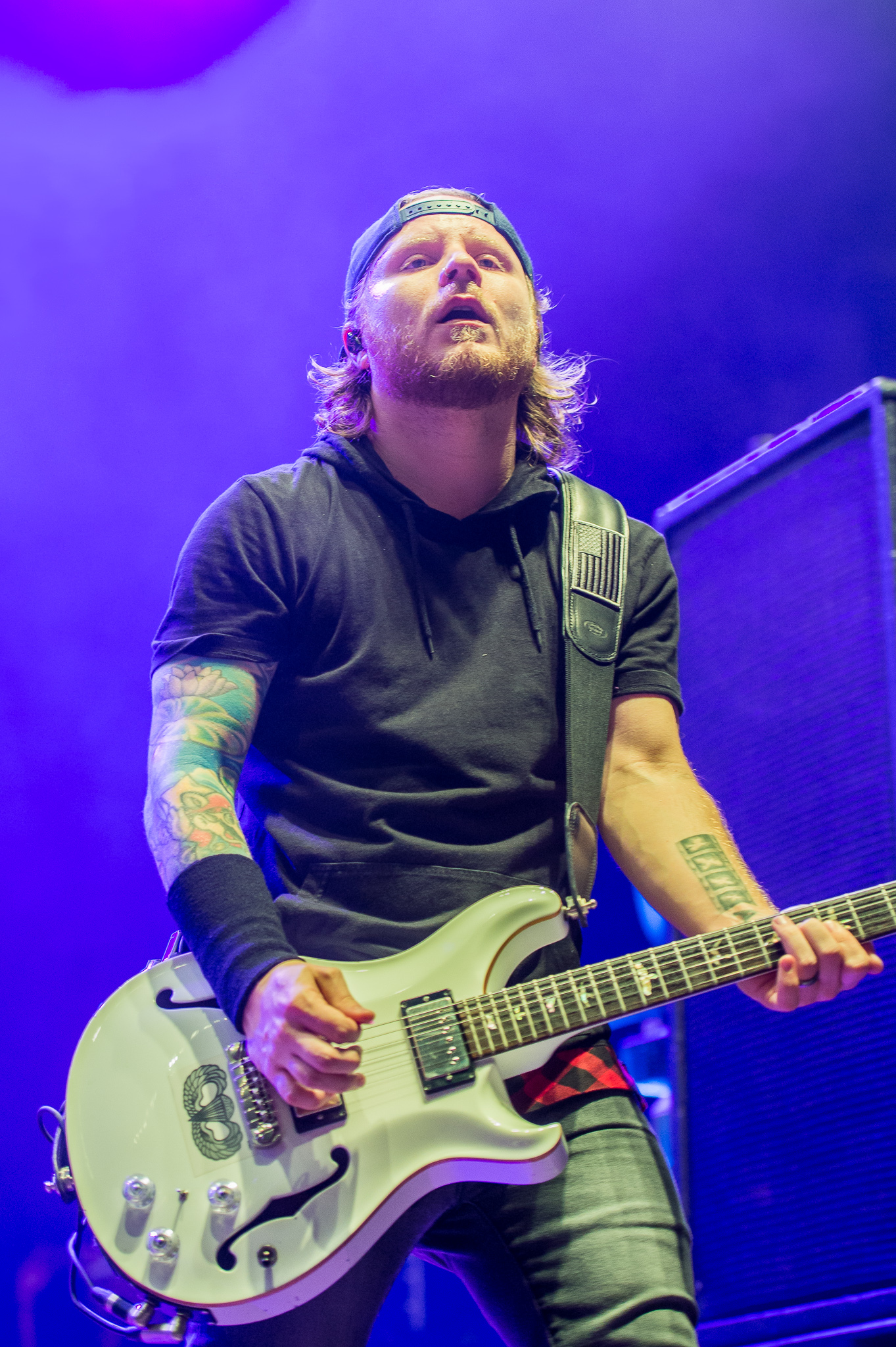
Zach Myers (2016)

Nach einer kurzen Pause begannen die Aufnahmen für das zweite Studioalbum Us and Them. Mit Zach Myers wurde ein zweiter Gitarrist in die Band aufgenommen. Das 13 Lieder umfassende Werk wurde im Oktober 2005 veröffentlicht und erreichte Platz 23 der US-amerikanischen Albumcharts. Shinedown gingen mit Godsmack und Rob Zombie auf Tournee. Us and Them wurde mit Platin ausgezeichnet. Die Singles Save Me und I Dare You erreichten die US-amerikanischen Singlecharts und belegten jeweils Platz 72 und 88. In der fünften Staffel von American Idol sang der Kandidat Chris Daughtry das Lied I Dare You. Nach Abschluss der Touraktivitäten verließen die Gründungsmitglieder Jasin Todd und Brad Stewart die Band. Sie wurden durch Nick Perri und Eric Bass ersetzt.
Erneut reisten Shinedown nach Los Angeles, um mit dem Produzenten Rob Cavallo ihr drittes Album The Sound of Madness aufzunehmen. Das Album wurde in den USA am 24. Juni 2008 veröffentlicht und erreichte Platz acht der US-Albumcharts. Das Album enthält mit Second Chance die erfolgreichste Single der Bandgeschichte. Sie erreichte Platz sieben der US-Singlecharts und wurde mit Dreifachplatin ausgezeichnet. Am 5. September 2008 traten Shinedown mit Second Chance in der NBC-Late-Night-Show The Tonight Show with Jay Leno auf. The Sound of Madness erhielt in den USA Doppelplatin sowie Gold im Vereinigten Königreich. In Deutschland erschien das Album am 14. Oktober 2008, im selben Herbst waren Shinedown als Vorband von Disturbed in Deutschland unterwegs.
Am 18. Dezember 2008 stieg Nick Perri aus persönlichen Gründen aus. Der bisherige Tour-Gitarrist Zach Myers übernahm die Rolle des Lead-Gitarristen, die Band war somit wieder zu viert. Im Frühjahr 2009 tourte Shinedown erstmals als Headliner in Europa. Die Europa-Tour führte die Band vor allem durch kleinere Clubs. Als Vorgruppe war die britische Band The Crave mit von der Partie. Im Sommer 2009 trat die Band bei den Festivals Rock am Ring, Rock im Park und Download-Festival auf und spielte eine US-Tournee mit Staind, Chevelle und Halestorm. Im Herbst folgte anschließend eine weitere Headliner-Tour durch Europa. Als Support war Shinedown teils mit SOiL und Sevendust unterwegs.

### 2011 bis 2016:AmaryllisundThreat to Survival

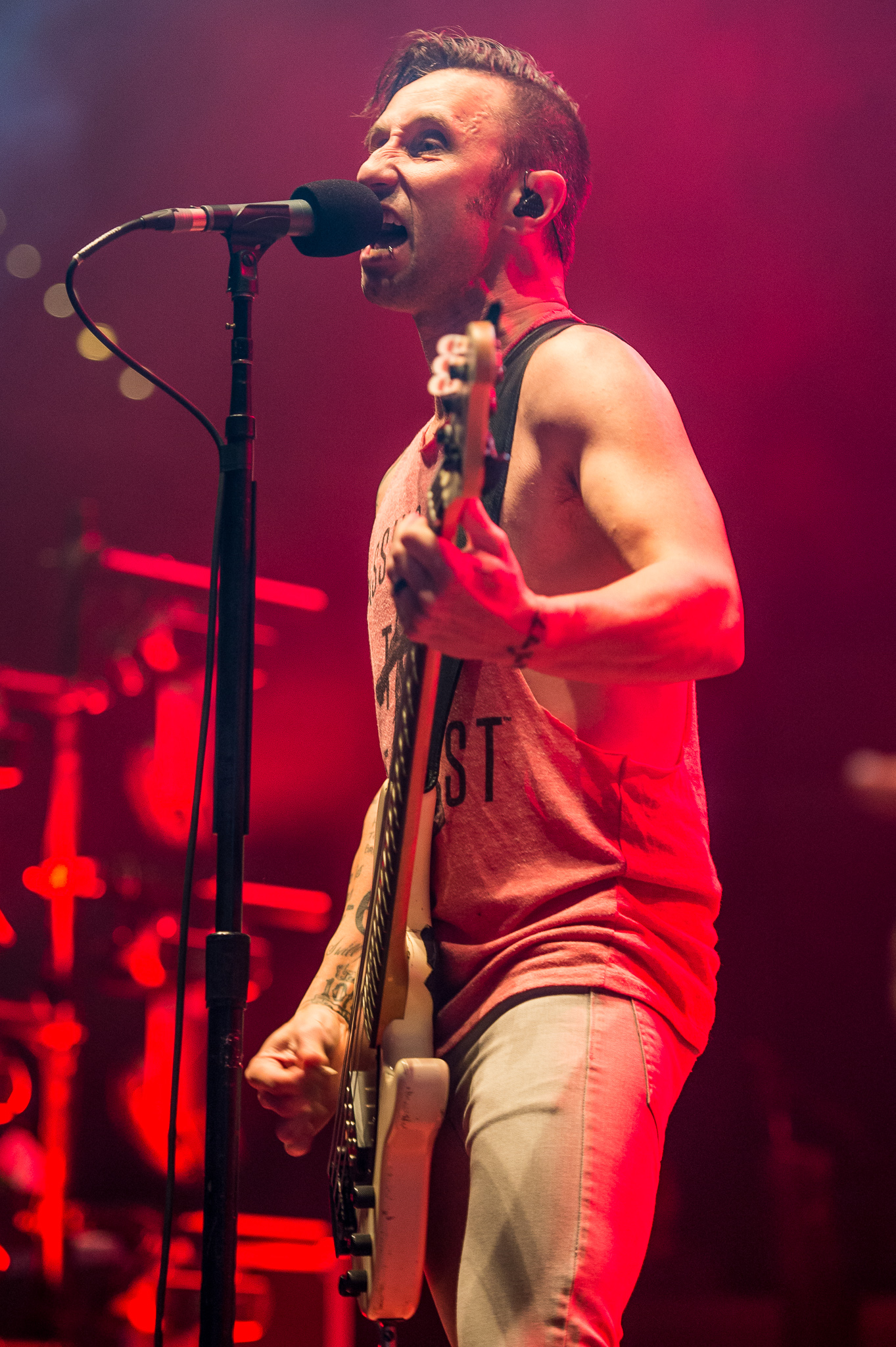
Eric Bass (2016)

Am 3. Mai 2011 wurde eine DVD mit dem Namen Somewhere in the Stratosphere veröffentlicht. Darin enthalten waren neben Bildmaterial zweier Touren auch Backstage-Eindrücke und Interviews. Im August 2011 wurde dann bekannt, dass Rob Cavallo, der unter anderem auch schon bei The Sound of Madness mitgewirkt und schon für Green Day und Kid Rock produziert hatte, als Produzent zur Verfügung stand. Die erste Single mit dem Titel Bully wurde am 3. Januar 2012 veröffentlicht. Gleichzeitig wurde auch bekannt, dass das Album den Titel Amaryllis tragen soll. Einen Tag später gab Roadrunner Records bekannt, die Band außerhalb der Vereinigten Staaten unter Vertrag zu nehmen, Das Album Amaryllis wurde am 23. März 2012 veröffentlicht und erreichte Platz vier der US-amerikanischen und Platz 36 der deutschen Albumcharts. Sowohl das Album Amaryllis als auch die Single Bully erhielten jeweils eine Goldene Schallplatte in den USA. Vom 25. Juli 2016 bis Februar 2018 verwendete die WWE die Single Enemies aus dem Album Amaryllis als Titelmusik von Monday Night Raw.
Im Februar 2012 tourten Shinedown erneut als Headliner durch Europa, diesmal unterstützt von Halestorm und Liberty Lies. Das Konzert in der Kölner Live Music Hall wurde vom WDR für die Sendung Rockpalast aufgezeichnet. Das Jahr 2013 begann mit einer Co-Headlinertournee durch Nordamerika mit Three Days Grace sowie der Vorgruppe P.O.D., bevor im Sommer eine weitere Tour durch Nordamerika mit Papa Roach, Skillet, In This Moment und We as Human folgte. Shinedown pausierten aus gesundheitlichen Gründen den größten Teil des Jahres 2014. Bei Sänger Brent Smith wurden Knoten auf den Stimmlippen diagnostiziert, die er allerdings ohne chirurgischen Eingriff heilen konnte. Dazu kam eine Erkrankung mit Candidose, die eigentlich eine Kinderkrankheit ist.
Anfang 2015 nahmen Shinedown mit dem Produzenten Dave Bassett ihr fünftes Studioalbum Threat to Survival auf, das am 18. September 2015 erschien. Das Album erhielt eine Goldene Schallplatte in den USA und die Singles Cut the Cord und State of My Head Platin bzw. Gold. Im Sommer 2015 spielten Shinedown eine Nordamerikatournee mit Nothing More, bevor im Herbst 2015 eine Co-Headlinertournee mit Breaking Benjamin folgte. Im Sommer 2016 folgte eine weitere Ausgabe der Carnival of Madness Tour mit Halestorm, Black Stone Cherry und Whiskey Myers sowie eine Co-Headlinertournee mit Five Finger Death Punch sowie den Vorgruppen Sixx:A.M. und As Lions im Herbst.

### Seit 2017:Attention AttentionundPlanet Zero

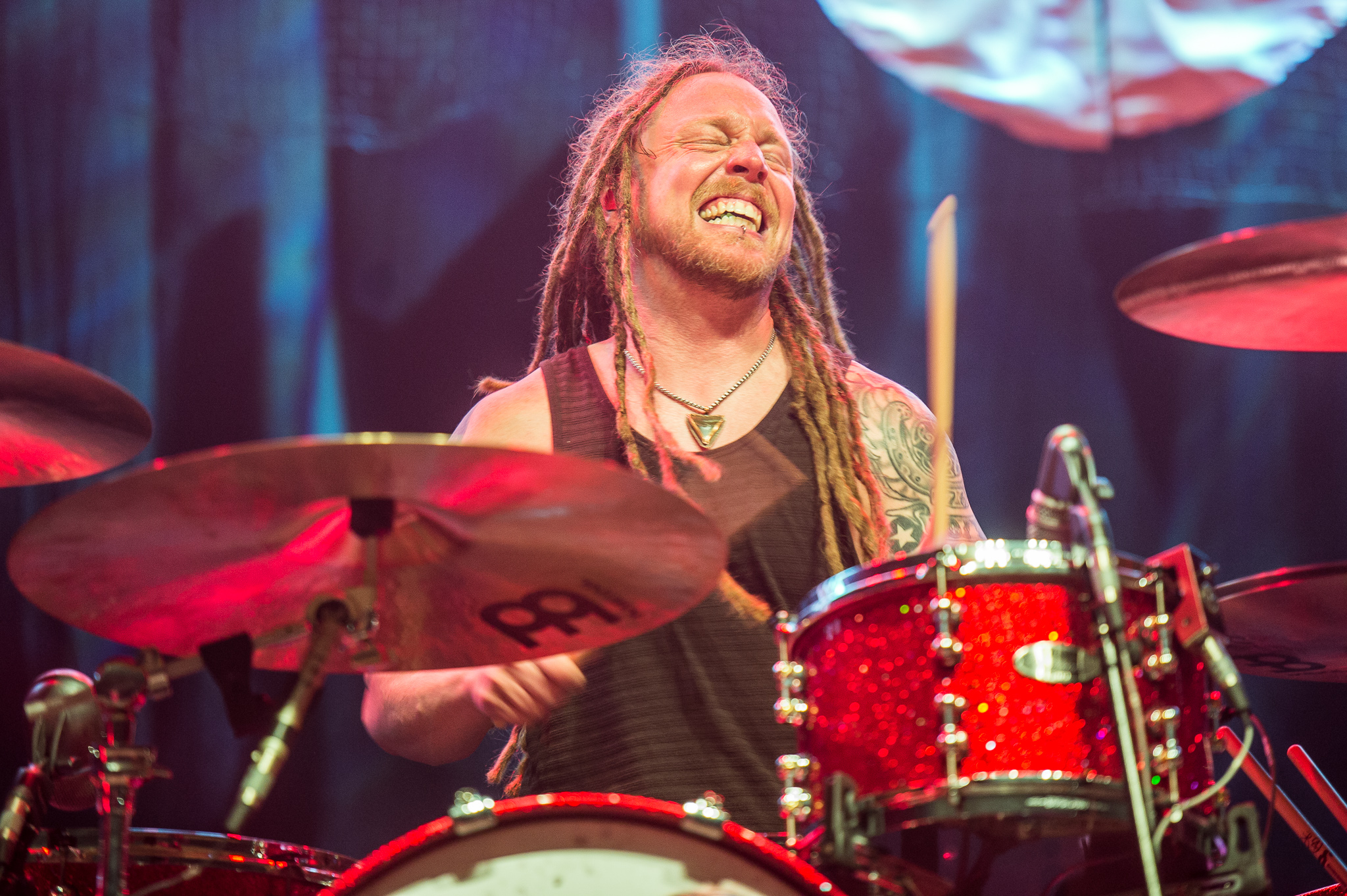
Barry Kerch (2016)

Im Februar 2017 begann die Band mit der Arbeit an einem neuen Studioalbum. Diese wurden im Frühjahr 2017 unterbrochen, als Shinedown als Vorgruppe von Iron Maiden durch Europa tourten. Das vom Bassisten Eric Bass produzierte Album Attention Attention erschien am 4. Mai 2018. Das Album wurde genau wie die Singles Devil und Monsters jeweils mit Gold in den USA ausgezeichnet. Shinedown spielten eine weitere Co-Headlinertournee mit Five Finger Death Punch und den Vorgruppen Starset und Bad Wolves sowie eine Co-Headlinertournee mit Godsmack und den Vorgruppen Like a Storm bzw. Red Sun Rising im Sommer 2018.
Anfang 2019 spielten Shinedown eine US-Tournee mit den Vorgruppen Papa Roach und Asking Alexandria, bevor im Sommer 2019 eine weitere Tour mit Badflower und Dinosaur Pile-Up folgte. Am 23. März 2020 veröffentlichten Shinedown das bisher unveröffentlichte Lied Atlas Falls als Benefizsingle zugunsten der Organisation Direct Relief. Bis Oktober 2020 kamen dabei 230.000 Dollar Einnahmen zusammen, zu denen die Band selbst 20.000 Dollar beitrug. Aufgrund der COVID-19-Pandemie konnte die Band monatelang nicht auf Tournee gehen und begann daher mit der Arbeit an einem neuen Studioalbum. Erst im Herbst 2021 folgte eine US-Tournee, unter anderem mit Seether, Candlebox, The Struts, Zero 9:36 und Dirty Honey.
Das Jahr 2022 begann mit einer US-Tournee mit Pop Evil und Ayron Jones als Support. Für April und Mai 2022 wurde eine Tournee mit den Vorgruppen The Pretty Reckless und Diamante angekündigt. Gleichzeitig wurde das siebte Studioalbum Planet Zero, das erneut von Eric Bass produziert wurde, für den 22. April 2022 angekündigt. Kurz vor der geplanten Veröffentlichung wurde das Album auf den 1. Juli 2022 verschoben.

## Diskografie
Studioalben

| Jahr | Titel Musiklabel                      | Höchstplatzierung, Gesamtwochen, AuszeichnungChartplatzierungen (Jahr, Titel, Musiklabel, Platzierungen, Wochen, Auszeichnungen, Anmerkungen) | Höchstplatzierung, Gesamtwochen, AuszeichnungChartplatzierungen (Jahr, Titel, Musiklabel, Platzierungen, Wochen, Auszeichnungen, Anmerkungen) | Höchstplatzierung, Gesamtwochen, AuszeichnungChartplatzierungen (Jahr, Titel, Musiklabel, Platzierungen, Wochen, Auszeichnungen, Anmerkungen) | Höchstplatzierung, Gesamtwochen, AuszeichnungChartplatzierungen (Jahr, Titel, Musiklabel, Platzierungen, Wochen, Auszeichnungen, Anmerkungen) | Höchstplatzierung, Gesamtwochen, AuszeichnungChartplatzierungen (Jahr, Titel, Musiklabel, Platzierungen, Wochen, Auszeichnungen, Anmerkungen) | Höchstplatzierung, Gesamtwochen, AuszeichnungChartplatzierungen (Jahr, Titel, Musiklabel, Platzierungen, Wochen, Auszeichnungen, Anmerkungen) | Anmerkungen                                                  |
| Jahr | Titel Musiklabel                      | DE | AT | CH | UK | US | Rock | Anmerkungen                                                  |
| ---- | ------------------------------------- | --- | --- | --- | --- | --- | --- | ------------------------------------------------------------ |
| 2003 | Leave a Whisper Atlantic Records      | — | — | — | — | US53 Platin · (60 Wo.)US | — | Erstveröffentlichung: 27. Mai 2003 Verkäufe: + 1.050.000     |
| 2005 | Us and Them Atlantic Records          | — | — | — | — | US23 Platin · (39 Wo.)US | — | Erstveröffentlichung: 4. Oktober 2005 Verkäufe: + 1.000.000  |
| 2008 | The Sound of Madness Atlantic Records | — | AT70 (1 Wo.)AT | — | UK— GoldUK | US8 ×2Doppelplatin · (140 Wo.)US | Rock3 (18 Wo.)Rock | Erstveröffentlichung: 24. Juni 2008 Verkäufe: + 2.260.000    |
| 2012 | Amaryllis Atlantic Records            | DE36 (1 Wo.)DE | AT43 (1 Wo.)AT | CH28 (4 Wo.)CH | UK18 Silber · (1 Wo.)UK | US4 Gold · (42 Wo.)US | Rock1 (36 Wo.)Rock | Erstveröffentlichung: 27. März 2012 Verkäufe: + 600.000      |
| 2015 | Threat to Survival Atlantic Records   | DE40 (1 Wo.)DE | AT38 (1 Wo.)AT | CH13 (2 Wo.)CH | UK13 Silber · (3 Wo.)UK | US6 Gold · (29 Wo.)US | Rock2 (51 Wo.)Rock | Erstveröffentlichung: 18. September 2015 Verkäufe: + 600.000 |
| 2018 | Attention Attention Atlantic Records  | DE21 (2 Wo.)DE | AT21 (1 Wo.)AT | CH10 (2 Wo.)CH | UK8 (2 Wo.)UK | US5 Gold · (7 Wo.)US | Rock1 (8 Wo.)Rock | Erstveröffentlichung: 4. Mai 2018 Verkäufe: + 540.000        |
| 2022 | Planet Zero Atlantic Records          | DE15 (1 Wo.)DE | AT21 (1 Wo.)AT | CH10 (2 Wo.)CH | UK4 (1 Wo.)UK | US5 (2 Wo.)US | Rock1 (2 Wo.)Rock | Erstveröffentlichung: 1. Juli 2022                           |

grau schraffiert: keine Chartdaten aus diesem Jahr verfügbar

## Nominierungen

### American Music Awards Awards
| Jahr | Kategorie                   | für       | Resultat  |
| ---- | --------------------------- | --------- | --------- |
| 2009 | Favorite Alternative Artist | Shinedown | Nominiert |

### Billboard Music Awards Awards
| Jahr | Kategorie                      | für       | Resultat  |
| ---- | ------------------------------ | --------- | --------- |
| 2006 | Rock Artist of the Year        | Shinedown | Nominiert |
| 2006 | Modern Rock Artist of the Year | Shinedown | Nominiert |

### Kerrang! Awards
| Jahr | Kategorie                   | für       | Resultat  |
| ---- | --------------------------- | --------- | --------- |
| 2009 | Best International Newcomer | Shinedown | Nominiert |

### Loudwire Music Awards
| Jahr | Kategorie       | für                | Resultat  |
| ---- | --------------- | ------------------ | --------- |
| 2012 | Best Rock Band  | Shinedown          | Nominiert |
| 2012 | Best Rock Album | Amaryllis          | Nominiert |
| 2012 | Best Rock Song  | Bully              | Nominiert |
| 2012 | Best Bassist    | Eric Bass          | Nominiert |
| 2012 | Best Drummer    | Barry Kerch        | Nominiert |
| 2015 | Best Rock Band  | Shinedown          | Nominiert |
| 2015 | Best Rock Album | Threat to Survival | Nominiert |
| 2015 | Best Rock Song  | Cut the Cord       | Nominiert |
| 2015 | Best Vocalist   | Brent Smith        | Nominiert |
| 2016 | Best Rock Video | Asking for It      | Nominiert |